# Founingo rougecap
Alectroenas pulcherrimus
Espèce
Statut de conservation UICN

 LC  : Préoccupation mineure
Le Founingo rougecap (Alectroenas pulcherrimus) est une espèce d'oiseaux de la famille des Columbidae.

## Répartition
Cet oiseau est endémique des Seychelles.